# Jake Brown (biathlon)
Pour les articles homonymes, voir Jake Brown et Brown.
Jake Brown, né le 28 mars 1992 à Edina, est un biathlète américain. 

## Biographie
Il fait ses débuts internationaux en IBU Cup en 2017 puis monte en Coupe du monde lors de la saison 2018-2019, où il marque son premier point à Antholz (40e), avant de prendre part aux Championnats du monde à Östersund. L'hiver suivant, il ne marque pas de points en Coupe du monde, mais obtient malgré tout sa sélection pour les Mondiaux à Antholz où, pour sa seule course, il se classe huitième du relais masculin avec l'équipe des États-unis. En 2020-2021, il fait son retour dans le top 40 à Kontiolahti puis réalise sa meilleure série de résultats à Pokljuka lors des Championnats du monde : il commence par une douzième place sur le sprint puis enchaine deux top trente, sur la poursuite et l'individuel, ce qui lui permet de se qualifier pour sa première mass-start, qu'il conclut au vingt-neuvième rang.

## Palmarès

### Championnats du monde
| Mondiaux \ Épreuve      | Individuel | Sprint | Poursuite | Départ en masse | Relais | Relais mixte |
| 2019 Östersund          | 68e        | 58e    | 53e       | -               | 19e    | -            |
| 2020 Antholz-Anterselva | 46e        | 68e    | —         | —               | 8e     | -            |
| 2021 Pokljuka           | 22e        | 12e    | 25e       | 29e             | 15e    | 12e          |
| 2024 Nové Město         | 50e        | 38e    | 37e       | —               | 5e     | —            |
| 2025 Lenzerheide        | 25e        | —      | —         | —               | —      | —            |

Légende :

- DNF : abandon

### Coupe du monde
- Meilleur classement général : 47e en 2021.
- Meilleur résultat individuel : 12e.

#### Classements en Coupe du monde
| Saison    | Individuel | Individuel | Sprint | Sprint   | Poursuite | Poursuite | Mass start | Mass start | Général | Général  |
| Saison    | Points     | Position   | Points | Position | Points    | Position  | Points     | Position   | Points  | Position |
| --------- | ---------- | ---------- | ------ | -------- | --------- | --------- | ---------- | ---------- | ------- | -------- |
| 2018-2019 | -          | nc         | 1      | 88e      | -         | nc        |            |            | 1       | 100e     |
| 2019-2020 | -          | nc         | -      | nc       | -         | nc        |            |            | -       | nc       |
| 2020-2021 | 19         | 44e        | 67     | 36e      | 19        | 57e       | 4          | 48e        | 109     | 47e      |